# Płyta Sandwich

Płyta Scotia zaznaczona na zielononiebiesko

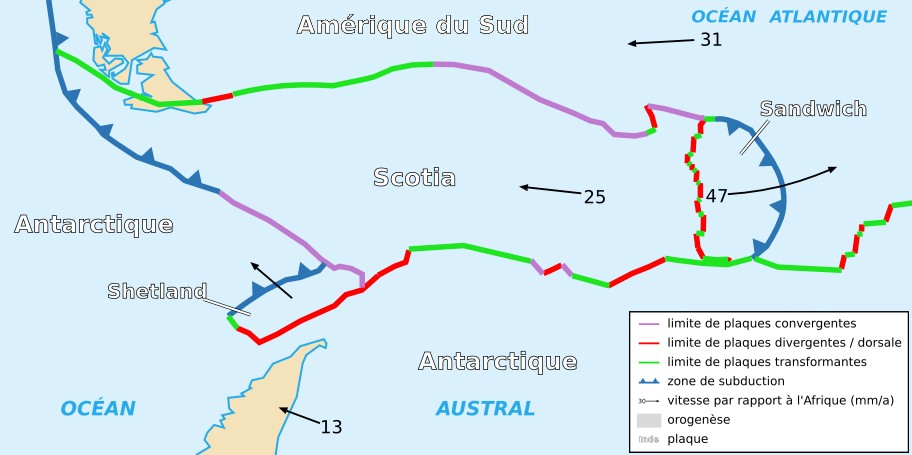
Płyta Scotia, płyta szetlandzka i płyta Sandwich

Płyta Sandwich, Płyta Sandwich Południowy (ang. South Sandwich Plate) – niewielka płyta tektoniczna, położona między płytą południowoamerykańską na północy i wschodzie, płytą antarktyczną i płytą Scotia na zachodzie.